# Зибиле Бамер
Зибиле Бамер  (на немски: Sybille Bammer) е професионална тенисистка от Австрия. Австрийската спортистка е едната от малкото тенисистки, която има дете. През 2001 г. Зибиле Бамер ражда дъщеричката си Тина, което обаче не я отказва от активна състезателна дейност.
В кариерата си Зибиле Бамер има два спечелени турнира от сериите WTA – срещу Жизела Дулко със 7:5, 3:6, 6:3 на „Патая Оупън“ през 2007 г. и в Прага срещу Франческа Скиавоне със 7:6, 6:2 през 2009 г. През 2005 г. Бамер попада в Топ 100 на женския тенис, а в края на 2006 г. вече е сред петдесетте най-добри тенисистки в света. Най-успешна за кариерата на австрийската тенисистка е 2007 г. Тогава тя достига до 19-а позиция в световния тенис и печели първата си титла от WTA—турнира „Патая Оупън“ в Тайланд. В турнирите за Големия шлем, Бамер записва най-добро участие на Откритото първенство на САЩ през 2008 г. В тази надпревара австрийката достига до четвъртфинален мач, където е отстранена от сръбкинята Йелена Янкович.